# Mastixis lineata
Mastixis lineata är en fjärilsart som beskrevs av William Schaus 1906. Mastixis lineata ingår i släktet Mastixis och familjen nattflyn. Inga underarter finns listade i Catalogue of Life.